# Elizabeth Becker-Pinkston
Elizabeth Becker-Pinkston (n. 6 martie 1903, Pennsylvania, SUA – d. 6 aprilie 1989, Detroit, Michigan, SUA) a fost o săritoare în apă ce a reprezentat Statele Unite ale Americii, medaliată olimpică. A participat la două ediții ale Jocurilor Olimpice (1924, 1928) în care a câștigat două medalii de aur și o medalie de argint.